# John White
John Warren White é um escritor estadunidense, especializado em livros sobre Cientologia. Inicialmente Diretor de Educação do The Institute of Noetic Sciences e presidente da empresa Alpha Logics, acha-se atualmente dedicado a empreendimentos autônomos, em escrita/produção/edição independentes, bem como estudos e pesquisas nas áreas das para-ciências, estados de consciência e desenvolvimento humano superior.

## Livros publicados
- 1995: "What is enlightenment? Exploring the goal of the spiritual path", Paragon House, New York
- 1987: "Pole Shift: Predictions and Prophecies of the Ultimate Disaster", Assoc. for Research & Enlightenment
- 1985: "Frontiers of consciousness: The meeting ground between inner and outer reality", Random House Value Publishing.
- 1984: "The Christmas mice (An Angelfood book)", Stillpoint Pub.
- 1980: "A Practical Guide to Death & Dying", Theosophical Pub House
- 1980: "The Meeting of Science and Spirit: Guidelines for a New Age", Omega Books.
- 1979: "Kundalini: Evolution and Enlightenment" (organizador), Anchor Books.
- 1977: "Future Science: Life Energies and the Physics of Paranormal Phenomena", Doubleday.
- 1975: "Other Worlds, Other Universes" (organizador, junto com Brad Steiger), Doubleday, Garden City NY.
- 1974: "Psychic Exploration: A Challenge for Science" (organizador). G.P.Putnam's Sons, New York.
- 1974: "What is Meditation", Doubleday.
- 1972: "Highest State of Consciousness" (organizador), Anchor Books.